# Foxhome (Minnesota)
Foxhome – miasto w Stanach Zjednoczonych, w stanie Minnesota, w hrabstwie Wilkin.